# Robert Wilhelm Bunsen
Robert Wilhelm Eberhard Bunsen (Göttingen, 30. ožujka 1811. – Heidelberg, 16. kolovoza 1899.), njemački znanstvenik, kemičar.
S Kirchhoffom je osnivač spektralne analize. Godine 1859. konstruirali su prvi spektralni aparat s prizmom, a 1861. tom su metodom otkrili nove kemijske elemente rubidij i cezij. Važni su njihovi eksperimenti o spektrima apsorpcije, kojima su protumačene Fraunhoferove linije u Sunčevu spektru (kemijsko ispitivanje Sunčeve atmosfere). Prema njihovoj metodi ispituje se supstancija učvršćena na žici od platine, pali pomoću plamenika i promatra spektralnim aparatom. 
Bunsen je pronašao plinski plamenik (Bunsenov plamenik), prvi pripremio magnezij u čistom stanju, dobio elektrolizom aluminij, konstruirao dva galvanska elementa s cinkom kao negativnim i ugljenom kao pozitivnim polom. Poznat je Bunsenov fotometar s masnom mrljom od papira i Bunsenova sisaljka, kod koje mlaz vode povlači zrak za sobom).
Njegovi doprinosi kemiji su:
- Usavršio je Faradayev izum koji je tako dobio ime Bunsenov plamenik
- Bunsenov članak
- S fizičarom Gustavom Kirchhoffom otkrio je cezij i rubidij